# Heinrich Kirchholtes
Heinrich Kirchholtes (* 3. Januar 1886 in Wiesbaden; † 23. Juli 1959 in Bad Homburg vor der Höhe) war ein deutscher Bankier.

## Leben
Heinrich Kirchholtes studierte an der Universität Bonn Rechts- und Staatswissenschaften. 1905 wurde er Mitglied des Corps Saxonia Bonn. Am Ersten Weltkrieg nahm er als Reserveoffizier teil. Nach dem Zweiten Staatsexamen ließ er sich als Rechtsanwalt in Frankfurt am Main nieder. Er heiratete eine Tochter des Bankiers Karl Sulzbach und wurde am 1. Januar 1920 Teilhaber des Frankfurter Bankhauses Gebrüder Sulzbach.
Er war Aufsichtsratsmitglied der AG für Bauausführungen, vorm. Georg Lönholdt und Söhne GmbH in Frankfurt am Main, der Braunschweigischen Landes-Eisenbahn-Gesellschaft in Braunschweig, der Consolidierten Alkaliwerke Westeregeln, der Deutschen Hypothekenbank Meiningen, der Eisenbahn-Bank in Frankfurt am Main, der Eisenbahn-Rentenbank in Frankfurt am Main und der Kaliwerke Salzdetfurth AG in Salzdetfurth. Er gehörte dem Verwaltungsrat der Grazer Tramway-Gesellschaft in Graz an und war Mitglied des Grubenvorstandes der Gewerkschaft Roßleben in Roßleben und der Gewerkschaft Thüringen in Hegendorf.
1937 musste das Bankhaus Gebrüder Sulzbach unter dem Druck der NSDAP "arisiert" werden. Heinrich Kirchholtes übernahm die alleinige Leitung. Dabei gelang es ihm, dass sein Schwager Walter Sulzbach eine angemessene Vergütung zu Lasten Kirchholtes' Kapitalkontos erhielt. Die Bank trug seit diesem Zeitpunkt den Namen Bankhaus Heinrich Kirchholtes & Co. Im Mai 1938 musste Kirchholtes auch noch die stillen Kapitaleinlagen von Harry Cahn, Edmund Sulzbach und Hilda Lipstein geb. Sulzbach zur Auszahlung bringen. 
Nach dem Zweiten Weltkrieg setzte die Bank das Geschäft fort. 1968 wurde das Bankhaus nach 112 Jahren des Bestehens vom Bankhaus Sal. Oppenheim übernommen.
1949 wurde Heinrich Kirchholtes Mitglied des Aktionsausschusses des Deutschen Koordinierungsrates der Gesellschaften für christlich-jüdische Zusammenarbeit (DKR).